# Old Cassop
Old Cassop – osada w Anglii, w hrabstwie Durham. Leży 7 km na południowy wschód od miasta Durham i 371 km na północ od Londynu.